# Блу Риџ (Тексас)
Блу Риџ (енгл. Blue Ridge) град је у америчкој савезној држави Тексас. По попису становништва из 2010. у њему је живело 822 становника.

## Демографија
Према попису становништва из 2010. у граду је живело 822 становника, што је 150 (22,3%) становника више него 2000. године.
| Група             | 2000.       | 2010.       |
| Белци             | 613 (91,2%) | 693 (84,3%) |
| Афроамериканци    | 1 (0,1%)    | 3 (0,4%)    |
| Азијати           | 0 (0,0%)    | 1 (0,1%)    |
| Хиспаноамериканци | 47 (7,0%)   | 108 (13,1%) |
| Укупно            | 672         | 822         |